# 梁宇昊
梁宇昊（Liang Yuhao，1993年3月3日—），生於中國廣東省韶關市，香港足球運動員，司職守門員，現時效力中國乙級聯賽球會深圳壆崗。

## 球員生涯
梁宇昊生於中國廣東省韶關市，2011年由廣東球隊番禺明珠來港，於地區球隊新界地產和富大埔試腳，但整季均未能入選一隊。及後，梁宇昊轉投到另一支地區球隊灣仔，直到2012年獲得上陣機會，2012年12月8日以灣仔南華借將身份，代表甲組聯賽球隊南華於旺角大球場上陣友賽澳門甲組聯賽球隊澳門賓菲加，於2013年重投剛降班至乙組的和富大埔，並協助球隊升班至首季的香港超級聯賽。2016年6月，和富大埔再度降班至香港甲組聯賽，梁宇昊則轉會至港超聯勁旅東方。2016年5月7日，梁宇昊於東方以0–2不敵傑志的港超聯煞科戰首次代表球隊上陣，亦無阻東方首奪香港超級聯賽冠軍。 2017年5月9日，已提前出局的東方龍獅於亞冠盃分組賽G組作客日本川崎前鋒，由於隊長葉鴻輝賽前發燒所以由今季未嘗上陣的梁宇昊代為把關，最終東方龍獅以0–4落敗。

## 國際賽生涯
梁宇昊來香港4年後成為了本地的歸化球員。2015年3月，梁宇昊入選香港23歲以下代表隊。2015年3月23日至3月31日，梁宇昊在台灣高雄市國家體育場舉行的2016年亞洲足協U23錦標賽F組的賽事上，首次為香港上陣，並獲得3次正選出場機會。

## 榮譽
東方龍獅
- 香港超級聯賽冠軍（2015–16季度）
- 香港高級組銀牌冠軍（2015–16季度）
- 香港社區盃冠軍（2016年）

和富大埔
- 香港乙組聯賽冠軍（2013–14季度）

## 外部連結
- 香港足球總會網站球員資料 （页面存档备份，存于）
- 東方體育會官方網頁 （页面存档备份，存于）
- Soccerway資料庫：梁宇昊
- Eurosport球員資料 （页面存档备份，存于）